# Ушаков, Антон Борисович
Антон Борисович Ушаков (1972—1995) — российский военнослужащий, участник Первой Чеченской войны, Герой Российской Федерации (29.01.1997, посмертно).

## Биография
Родился 16 мая 1972 года в городе Глазов Удмуртской АССР. Окончил Глазовскую среднюю школу № 10. После окончания профессионально-технического училища работал в Глазове электромонтёром на городском узле связи.
В мае 1990 года призван в Советскую Армию, два года проходил срочную службу в Воздушно-десантных войсках. Принимал участие в Первой карабахской войне. После увольнения в запас вернулся в Глазов, где работал по специальности.
В 1994 году поступил на службу по контракту в 3-ю гвардейскую отдельную бригаду специального назначения Главного разведывательного управления Генерального Штаба Приволжского военного округа (посёлок Рощинский Самарской области).
С 1 марта 1995 года — участник Первой чеченской войны.
21 марта 1995 года разведотряду в составе трёх групп специального назначения было поручено уничтожить опорный пункт боевиков на высоте Гойтен-Корт перед городом Гудермесом. Пользуясь своим преимуществом, боевики на этой высоте активно препятствовали действиям армейской авиации, которая поддерживала наступление российских передовых частей на Гудермес. Ночью группа из 8 человек под командованием старшего лейтенанта И. В. Жаркова начала выдвижение к горе с задачей по ликвидации огневых точек. Её действия прикрывали две другие группы спецназа, а также приданная группа разведроты десантников, которая находилась внизу с миномётами и крупнокалиберными пулемётами. Гвардии старшина Антон Ушаков шёл в тыловом дозоре основной группы. В условиях сильного тумана группа спецназа вплотную подошла к позициям боевиков, завязался ближний бой. При отходе группы с высоты Антон Ушаков был тяжело ранен одной из пулемётных очередей. Пока продолжался бой, около трёх-четырёх часов, Ушаков оставался лежать на линии огня, и отчётливо слышались его стоны. После того как Ушакова удалось вытащить на плащ-платке, уже было поздно: ранение оказалось смертельным. К рассвету с подходом бронегруппы высота Гойтен-Корт была взята.
Похоронен в городе Глазове.
Указом Президента Российской Федерации от 29 января 1997 года «за мужество и героизм, проявленные при выполнении специального задания», гвардии старшине Ушакову Антону Борисовичу посмертно присвоено звание Героя Российской Федерации. В наградных документах было отмечено, что Ушаков закрыл своим телом командира старшего лейтенанта И. В. Жаркова от огня противника. Также все участники операции были награждены орденом Мужества.

## Память
- В Глазове в память о Герое установлена мемориальная доска на доме, в котором он жил (улица Гайдара, дом 18).
- Именем А. Б. Ушакова названа средняя общеобразовательная школа № 10 в Глазове (2020).[3]
- В 2019 году на территории 3-й отдельной гвардейской бригады специального назначения Центрального военного округа в Тольятти открыт бюст Героя[4].
- Бюст героя установлен в мемориальном комплексе «Аллея славы» в Глазове[5].